# Campo Vallemaggia
Campo Vallemaggia (lmo. Camp, Chièmp) − miejscowość i gmina w południowej Szwajcarii, w kantonie Ticino, w okręgu (distretto) Vallemaggia, w powiecie (circolo) Rovana. Leży nad rzeką Rovana.

## Demografia
W Campo Vallemaggia mieszkają 52 osoby. W 2021 roku 17,3% populacji gminy stanowiły osoby urodzone poza Szwajcarią. 